# 高头回族乡
高头回族乡，是中华人民共和国河北省石家庄市无极县下辖的一个民族乡。

## 行政区划
高头回族乡下辖以下地区：
高头一村、高头二村、高头三村、西高村、谈下一村、谈下二村、谈下三村、刘家庄村、马坊村、南虎村、北虎村、北虎庄村、西王家庄村、西朱家庄村和小西门村。